# Saga fílmica de los X-Men
La saga cinematográfica de los X-Men está constituida por trece películas hasta el momento. Todas ellas están basadas en el cómic de superhéroes X-Men, de la editorial estadounidense, Marvel Comics, producida por 20th Century Fox.
20th Century Fox obtuvo los derechos cinematográficos de los personajes en 1994, y después de numerosos borradores, Bryan Singer fue contratado para dirigir la primera película, estrenada en 2000, y su secuela, X-Men 2 (2003), mientras que la tercera entrega de la trilogía original, X-Men: The Last Stand (2006), fue dirigida por Brett Ratner.
Después de que cada película superase a su predecesora, se lanzaron varias películas derivadas, incluidas tres películas de Wolverine (2009-2017), cuatro películas de X-Men: Beginnings (2011-2019) y dos películas de Deadpool (2016-2018), con The New Mutants concluyendo la serie en 2020, después de una carrera de 20 años. Con trece películas lanzadas, la serie de películas de X-Men es la séptima serie de películas más taquillera, habiendo recaudado más de $6 mil millones en todo el mundo.
En marzo de 2019, Marvel Studios obtuvo los derechos cinematográficos de X-Men después de que Disney adquiriera los estudios cinematográficos de 21st Century Fox. En octubre de 2020, las películas de la serie X-Men, junto con las películas de los 4 Fantásticos, se rebautizaron como Marvel Legacy Movies en Disney+.

## Listado de películas
| Película                      | Año  | Director       | Guionistas                                              | Distribuidora |
| ----------------------------- | ---- | -------------- | ------------------------------------------------------- | ------------- |
| X-Men                         | 2000 | Bryan Singer   | David Hayter                                            |               |
| X-Men 2                       | 2003 | Bryan Singer   | David Hayter Michael Dougherty Dan Harris               |               |
| X-Men: The Last Stand         | 2006 | Brett Ratner   | Zak Penn Simon Kinberg                                  |               |
| X-Men Origins: Wolverine      | 2009 | Gavin Hood     | David Benioff Skip Woods                                |               |
| X-Men: primera generación     | 2011 | Matthew Vaughn | Ashley Miller Zack Stentz Jane Goldman Matthew Vaughn   |               |
| The Wolverine                 | 2013 | James Mangold  | Mark Bomback Scott Frank                                |               |
| X-Men: días del futuro pasado | 2014 | Bryan Singer   | Simon Kinberg Matthew Vaughn Jane Goldman               |               |
| Deadpool                      | 2016 | Tim Miller     | Rhett Reese Paul Wernick                                |               |
| X-Men: Apocalipsis            | 2016 | Bryan Singer   | Simon Kinberg Bryan Singer Michael Dougherty Dan Harris |               |
| Logan                         | 2017 | James Mangold  | Michael Green David James Kelly                         |               |
| Deadpool 2                    | 2018 | David Leitch   | Ryan Reynolds Rhett Reese Paul Wernick                  |               |
| Dark Phoenix                  | 2019 | Simon Kinberg  | Simon Kinberg                                           |               |
| The New Mutants               | 2020 | Josh Boone     | Josh Boone Knate Lee                                    |               |

## SerieX-Men

### Trilogía Principal

#### X-Men(2000)
En 1994, la compañía 20th Century Fox y la productora Lauren Shuler Donner compraron los derechos cinematográficos de X-Men. Andrew Kevin Walker fue contratado para escribir el guion y James Cameron expresó su interés en dirigir la película. Sin embargo, en julio de 1996, fue contratado Bryan Singer como director y, aunque no era fan del cómic, estaba fascinado por las analogías de los prejuicios y la discriminación que ofrece. Finalmente, John Logan, Joss Whedon, Ed Solomon, Christopher McQuarrie y David Hayter escribieron el guion, aunque solo este último apareció en los créditos. El rodaje tuvo lugar del 22 de septiembre de 1999 al 3 de marzo de 2000 en Toronto, Canadá.
La primera parte de X-Men introdujo a los personajes de Wolverine y Rogue en el conflicto entre el profesor Charles Xavier, de los X-Men, y la Hermandad de los mutantes, dirigida por Magneto. Magneto tiene la intención de mutar a los dirigentes del mundo en una cumbre de las Naciones Unidas con una máquina que ha construido, para lograr así la aceptación de los mutantes, pero Xavier se da cuenta de que esta mutación forzada sólo tiene como resultado la muerte.

#### X-Men 2(2003)
Más conocida como X2 en su versión original, o X-Men 2 en la versión traducida. En un principio, Fox contrató a David Hayter y a Zak Penn para escribir el guion con la intención de estrenar la película en diciembre de 2002. La historia se inspiró en el cómic X-Men: God Loves, Man Kills, aunque el personaje de William Stryker se cambió de un reverendo a un coronel. Michael Dougherty y Dan Harris fueron contratados para reescribir el guion en febrero de 2002. La producción comenzó el 17 de junio de ese mismo año en Vancouver, Canadá, y terminó en noviembre, por lo que tuvieron que trasladar el estreno al 1 de mayo de 2003.
En la película, el coronel William Stryker interroga a un preso Magneto. Utilizando métodos de control mental consigue que le revele datos sobre el Instituto Xavier y el dispositivo Cerebro. Stryker ataca la Mansión-X y utiliza a Xavier para localizar a todos los mutantes del planeta mediante Cerebro y matarlos. Los X-Men deben colaborar con la Hermandad para prevenir el genocidio, mientras Wolverine descubre que Stryker está relacionado con su pasado y que fue el responsable de la unión de adamantium a su esqueleto.

#### X-Men: The Last Stand(2006)
Bryan Singer fue el primer elegido para dirigir la película, pero el 16 de julio de 2004 dejó el proyecto para dirigir Superman Returns, cuando sólo había escrito un tercio de una historia centrada en Fénix y en la que introducía a la actriz Sigourney Weaver en el papel de Emma Frost. Además, Singer también quiso mostrar más sobre los personajes de Rogue, Iceman y Pyro. Además, se preveía la aparición de Gambito. Simon Kinberg y Zak Penn fueron contratados el mes siguiente y Joss Whedon sugirió la historia sobre la cura mutante como principal. Matthew Vaughn llegó a bordo como director en febrero de 2005, pero lo dejó debido a las prisas en el calendario de producción. Brett Ratner se hizo cargo en junio del mismo año y el rodaje comenzó el 2 de agosto. La fotografía principal comenzó en agosto de 2005 en Vancouver, Canadá, y terminó en enero de 2006. La película fue lanzada el 26 de mayo de 2006.
En la película, una compañía farmacéutica financiada por Warren Worthington II, ha desarrollado un antídoto para el gen mutante, lo que provoca gran controversia en la comunidad mutante. Magneto se declara en guerra cuando los humanos usan el antídoto como arma y se hace con una propia: la omnipotente telépata y telekinética Phoenix, anteriormente Jean Grey.

### Precuelas

#### X-Men: primera generación(2011)
La productora Lauren Shuler Donner pensó por primera vez en una precuela basada en los jóvenes X-Men durante la producción de X2, y más tarde el productor Kinberg sugirió a 20th Century Fox una adaptación de la serie de cómics X-Men: First Class. Singer firmó para dirigir la película en diciembre de 2009; sin embargo, en marzo de 2010 se anunció que Singer solo produciría. Vaughn, quien anteriormente estuvo a cargo de la dirección de X-Men: The Last Stand, se convirtió en el director y coescribió el guion final con su compañera de escritura, Jane Goldman. La película reemplazó una película planeada de X-Men Origins: Magneto, y el arbitraje del Gremio de Escritores de América le dio crédito al escritor de Magneto, Sheldon Turner, por la historia de la película. La película fue lanzada el 3 de junio de 2011.
Situada en la década de 1960, la película cuenta el inicio de todo lo que después se originará en las tres películas. Narra el primer encuentro entre Charles Xavier y Magneto, y como juntos deben reclutar jóvenes mutantes (Mystique, Banshee, Havok, Beast, Darwin, entre otros) y deben enfrentarse al Club Fuego Infernal y derrotar a Sebastian Shaw antes de que inicie la Tercera Guerra Mundial.

#### X-Men: días del futuro pasado(2014)
Inicialmente iba a ser dirigida por Matthew Vaughn, pero tras abandonar la dirección fue sustituido por Bryan Singer. Aunque la película supondría la secuela tanto de X-Men: primera generación como de X-Men: The Last Stand, a través de la última escena de The Wolverine, según Bryan Singer no se puede enmarcar dentro de ninguna de las tres sagas, ya que se mantiene como una historia independiente. El guion fue escrito por Kinberg. La filmación adicional tuvo lugar en Montreal en noviembre de 2013 y febrero de 2014. La película fue lanzada el 23 de mayo de 2014.
Ambientada años después de los eventos de The Wolverine, la película presenta al elenco de la trilogía original de X-Men y X-Men: First Class. La historia, inspirada en la historia del cómic "Days of Future Past" de John Byrne y Chris Claremont, The Uncanny X-Men, presenta a Wolverine retrocediendo en el tiempo hasta 1973 para evitar un asesinato que, si se lleva a cabo, conducirá a la creación de un nuevo sistema de armas llamado Centinelas que amenaza la existencia de mutantes y, potencialmente, a toda la humanidad.

#### X-Men: Apocalipsis(2016)
El 5 de diciembre de 2013 Bryan Singer, a través de su cuenta en la red social Twitter, anunció una nueva película para 2016: X-Men: Apocalipsis, una secuela de X-Men: Days of Future Past. Dirigida por Singer a partir de un guion de Simon Kinberg, Dan Harris y Michael Dougherty. La revista Entertainment Weekly confirmó con 20th Century Fox que su estreno estaba programado para el 27 de mayo de dicho año. Pocos días después, en una entrevista con Empire, la describió como «más una secuela de Primera generación», aunque acontecida tras X-Men: días del futuro pasado. Kinberg dijo que tendría lugar en 1983 y completaría una trilogía que comenzó con X-Men: First Class. La filmación adicional tuvo lugar en enero de 2016. La película se estrenó el 27 de mayo de 2016 en América del Norte.
Ambientada una década después de X-Men: Days of Future Past, En Sabah Nur, el primer mutante, despierta después de miles de años. Desilusionado con el mundo tal como lo encuentra, recluta a un equipo de mutantes para limpiar a la humanidad y crear un nuevo orden mundial, sobre el cual él reinará. Raven, con la ayuda del Profesor X, debe liderar a los X-Men para detener a En Sabah Nur y salvar a la humanidad de la destrucción.

#### Dark Phoenix(2019)
Ambientado nueve años después de los eventos de X-Men: Apocalypse, los X-Men son superhéroes que emprenden misiones cada vez más arriesgadas. Cuando una llamarada solar golpea a Jean Grey durante una misión de rescate en el espacio, pierde el control de sus habilidades y libera al Fénix.
La película se anunció en febrero de 2017, y se confirmó que Kinberg escribirá y dirigirá en junio del mismo año. La filmación adicional ocurrió en agosto y septiembre de 2018. La película fue lanzada el 7 de junio de 2019.

## SerieWolverine

### X-Men Origins: Wolverine(2009)
Spin-off del mutante más importante de la trilogía original de X-Men ambientada en los años 80. David Benioff fue contratado para escribir el guion de la película en octubre de 2004. El 20 de julio de 2007 se confirmó que Gavin Hood sería el director de esta película y Hugh Jackman confirmó que el guion estaba listo. Se empezó a filmar en noviembre de 2007 y se estrenó el 1 de mayo de 2009. El estreno de la película se retrasó en México y Hugh Jackman declaró que pospondría su visita a dicho país por el brote de la gripe porcina.
En la película, se narra la vida de Logan desde su juventud en el siglo XIX, hasta su paso por Arma X, el proyecto de William Stryker, para convertir a distintos mutantes en criminales de guerra, plan que tras ser descubierto por Logan busca entonces la manera de vengarse de Stryker y su hermano Víctor.

### The Wolverine(2013)
Ambientada después de los eventos de X-Men: The Last Stand, la película presenta a Wolverine dirigiéndose a Japón para reunirse con un soldado llamado Ichiro Yashida, cuya vida salvó años antes. Wolverine debe defender a la nieta del hombre Mariko Yashida de todo tipo de ninja y Yakuza asesinos.
Christopher McQuarrie, quien no fue acreditado por su trabajo en X-Men, fue contratado para escribir el guion en agosto de 2009. Darren Aronofsky fue elegido para dirigir la película, pero se retiró, afirmando que el proyecto lo mantendría fuera del país durante demasiado tiempo. James Mangold fue contratado más tarde para dirigir la película. Mark Bomback fue contratado para reescribir el guion de McQuarrie. La película se estrenó el 26 de julio de 2013.

### Logan(2017)
La película The Wolverine tuvo su secuela bajo la dirección de James Mangold. En noviembre de 2013, 20th Century Fox había iniciado negociaciones con el actor Hugh Jackman y el director James Mangold para volver para otra película protagonizada en solitario con Wolverine. Mangold escribió el tratamiento para la película con Donner que la volvió a producir. Mangold dijo que la secuela se inspira en otras historias de Wolverine de los cómics y que se hará después de X-Men: Apocalipsis. En marzo de 2014, David James Kelly fue contratado para escribir el guion. En abril de 2015, Michael Green fue contratado para trabajar en el guion de la película. La película fue lanzada el 3 de marzo de 2017.
Cuenta la vida de Logan junto con el profesor X y Caliban en el futuro después de los X-Men donde los mutantes escasean (planteado en el filme como 2029), donde se adentra en una aventura para proteger a su hija Laura Kinney y sus amigos mutantes artificiales de ser convertidos en las armas planeadas por Essex-Corp tras ser debilitado por el tiempo.

## SerieDeadpool

### Deadpool(2016)
El mercenario y exagente de las Fuerzas Especiales Wade Wilson es sometido a un experimento que lo deja con nuevas habilidades. Adopta el alter ego Deadpool para perseguir al hombre que casi destruye su vida.
En mayo del 2000, Marvel Studios intentó producir una película de Deadpool como parte de un acuerdo de distribución con Artisan Entertainment. Sin embargo, en 2004, Marvel estaba desarrollando la película con New Line Cinema. David S. Goyer estaba listo para escribir, dirigir y cortejar al actor Ryan Reynolds para el papel principal, pero perdió interés en meses a favor de otros proyectos. 20th Century Fox adquirió Deadpool el año siguiente después de que New Line Cinema lo colocara en un cambio y estaba considerando el spin-off en el desarrollo de X-Men Origins: Wolverine, con Reynolds siendo elegido para el papel. Después del éxito del primer fin de semana de X-Men Origins: Wolverine en mayo de 2009, Fox prestó Deadpool a los escritores con Donner actuando como productor. Rhett Reese y Paul Wernick fueron contratados para escribir el guion en enero de 2010. A Robert Rodriguez se le envió un borrador del guion en junio siguiente, pero no lo siguió, y Adam Berg emergió como uno de los principales contendientes para dirigir. En abril de 2011, se contrató para dirigir al especialista en efectos visuales Tim Miller. La película fue lanzada el 12 de febrero de 2016.

### Deadpool 2(2018)
En septiembre de 2015, Kinberg dijo que una secuela de Deadpool estaba en desarrollo. Después del estreno de Deadpool, Fox dio luz verde a la secuela, con Rheese y Wernick volviendo como escritores, y David Leitch siendo el nuevo director, tras la salida de Miller.
En febrero de 2017, Drew Goddard se unió como consultor creativo para trabajar en el guion con Reynolds, Rhett Reese y Paul Wernick. La película fue lanzada el 18 de mayo de 2018.
Dos años después de los sucesos de la película Deadpool, Wade se desempeña internacionalmente, pero al volver a casa cambió todo drásticamente cuando su novia Vanessa es asesinada. Posteriormente, Deadpool se involucra en una misión de los X-Men que lo adentra en una aventura con un futuro aniquilador, un orfanato maligno y un viajero del tiempo que busca evitar un posible apocalipsis de lo que origina la Fuerza X.

## Spin-off

### Los nuevos mutantes(2020)
Cinco mutantes están descubriendo sus habilidades mientras se encuentran recluidos en una instalación secreta en contra de su voluntad. Lucharán para escapar de sus pecados pasados y salvarse a sí mismos.
En mayo de 2015, Josh Boone fue contratado para dirigir y escribir una adaptación cinematográfica de la serie de cómics The New Mutants. Actuando como un derivado de las películas de X-Men, está coescrito por Knate Gwaltney, Scott Neustadter y Michael H. Weber con Donner y Kinberg como productores. El rodaje comenzó en julio de 2017 en Boston, Massachusetts. La película fue lanzada el 28 de agosto de 2020 después de enfrentar varios retrasos.

## Proyectos cancelados
En marzo de 2019, The Walt Disney Company adquirió los derechos cinematográficos de los X-Men después de que se completara el acuerdo de adquisición de 21st Century Fox. Las películas en desarrollo bajo 20th Century Fox fueron puestas "en espera" y finalmente canceladas por Disney. Cualquier película futura de X-Men será producida por Marvel Studios como parte del Universo cinematográfico de Marvel. Las películas futuras basadas en la franquicia de X-Men planeadas por Fox antes de la adquisición incluyen:

### X-Men vs Fantastic Four
En 2010, Zack Stentz y Ashley Edward Miller iban a coescribir una película con los X-Men, los Fantastic Four, Daredevil y Deadpool. La trama giraba en torno a un acto de registro de superhéroes, enfrentando a varios personajes en lados opuestos del conflicto similar al arco de la historia  Civil War. Se había contactado con Paul Greengrass para que se desempeñara como director, aunque los conflictos de programación pusieron el proyecto en espera indefinidamente. Warren Ellis trabajó por separado en otro borrador del guion. Greengrass declaró más tarde que nunca se le contrató para trabajar en el proyecto y que "al final, no pasó nada".

### X-Force
En julio de 2013, Jeff Wadlow fue contratado para escribir y dirigir una adaptación cinematográfica de la serie de cómics X-Force de X-Men, con Lauren Shuler Donner. Mark Millar, el consultor creativo de películas de Marvel Comics de 20th Century Fox, dijo que la película contará con cinco personajes como protagonistas. Después de la liberación de Deadpool, Ryan Reynolds dijo que Deadpool aparecería en la película. En mayo de 2016, Simon Kinberg estaba en el proceso de reescribir el guion. En febrero de 2017, Joe Carnahan había firmado como director, así como coescritor con Reynolds. En septiembre del mismo año, Drew Goddard se incorporó a escribir y dirigir. Rhett Reese dijo que la película podría describirse como una versión con clasificación R de los X-Men. Más tarde, se programó que Kinberg, Reynolds y Donner actuarían como productores de la película. En septiembre de 2018, Kinberg dijo que Goddard comenzaría a trabajar en el guion después del lanzamiento de Bad Times at the El Royale.

### Gambito
En octubre de 2014, Josh Zetumer fue contratado para escribir el guion de una película sobre el personaje Remy LeBeau / Gambito basado en el tratamiento del cómic Chris Claremont. En junio de 2015, Rupert Wyatt fue contratado para dirigir, pero se fue en septiembre debido a conflictos de horario. En noviembre, Doug Liman estaba en negociaciones finales para dirigir la película. Sin embargo, en agosto de 2016, Liman dejó el proyecto para dirigir Dark Universe. En octubre, Gore Verbinski había firmado como director, mientras que Zetumer continuaba trabajando en el guion. En enero de 2018, Verbinski abandonó la película debido a problemas de programación. Kinberg declaró que la película estaba destinada a ser el comienzo de múltiples entregas centradas en Gambit, y que el guion final se había completado en mayo de 2018. En enero de 2019, Tatum estaba en las primeras negociaciones para dirigir la película. En marzo, se reveló que Kinberg era coguionista. La película sería protagonizada por Channing Tatum en el papel principal, mientras que Donner, Kinberg, Tatum y Reid Carolin se unieron como productores. En mayo de 2019, Gambit fue cancelado oficialmente por Disney y eliminado de su calendario de lanzamiento.

### Multiple Man
En noviembre de 2017, se estaba desarrollando una película centrada en Jamie Madrox / Multiple Man con James Franco protagonizando el papel principal. Allan Heinberg se adjuntó como guionista, con Kinberg y Franco como productores.

### X-23
Laura Kinney, alias X-23, es una clon de Wolverine, creada para ser una asesina perfecta. Durante su infancia fue entrenada como asesina hasta que una serie de tragedias la llevaría a encontrarse con Wolverine y los X-Men. Asistió a la escuela de los X-Men. Además, fue miembro de los X-Men y de la Fuerza-X.
Laura Kinney aparece en la película Logan, de 2017, interpretada por Dafne Keen.

### Kitty Pryde
En enero de 2018, se anunció que Tim Miller dirigiría una película centrada en Kitty Pryde. En febrero de 2018, Brian Michael Bendis fue contratado para escribir el guion.

### The New Mutants 2 y 3
En diciembre de 2016, Boone declaró que había presentado la trilogía de películas centrada en New Mutants a 20th Century Fox con la intención de que cada película se basara en la última, así como en la franquicia de películas de X-Men en su conjunto. En octubre de 2017, confirmó que el estudio había dado luz verde a las secuelas. Cada entrega se planeó para explorar un estilo diferente dentro del género de terror. Al final, los planes tanto de The New Mutants 2 y The New Mutants 3 se acabaron cancelando después de la compra de Disney a Century Fox y más aún con el fracaso y las reseñas de su primera entrega The New Mutants.

### Otros proyectos
Kinberg afirmó que 20th Century Fox se ha centrado en desarrollar ideas para futuros equipos basados en mutantes que podrían expandir la serie de películas. Añadió que Alpha Flight y Exiles están en desarrollo para futuros proyectos.

## Cronología
| Por fecha de estreno |                |                              |                                 |                                  |                      |                                      |                 |                           |              |                   |                     |                            |
| X-Men (2000)         | X-Men 2 (2003) | X-Men: The Last Stand (2006) | X-Men Origins: Wolverine (2009) | X-Men: primera generación (2011) | The Wolverine (2013) | X-Men: días del futuro pasado (2014) | Deadpool (2016) | X-Men: Apocalipsis (2016) | Logan (2017) | Deadpool 2 (2018) | Dark Phoenix (2019) | Los nuevos mutantes (2020) |

| Por orden cronológico                                                   |                                                     |                           |                     |                              |                      |                                                              |                                                              |                                                              |
| Primera línea de tiempo (Línea original)                                |                                                     |                           |                     |                              |                      |                                                              |                                                              |                                                              |
| X-Men: primera generación (1962)                                        | X-Men Origins: Wolverine (1980)                     | X-Men (2004)              | X-Men 2 (2005)      | X-Men: The Last Stand (2006) | The Wolverine (2011) | X-Men: días del futuro pasado (futuro con centinelas) (2023) | X-Men: días del futuro pasado (futuro con centinelas) (2023) | X-Men: días del futuro pasado (futuro con centinelas) (2023) |
| Nueva línea de tiempo (Después del cambio de la historia por Wolverine) |                                                     |                           |                     |                              |                      |                                                              |                                                              |                                                              |
| X-Men: primera generación (1962)                                        | X-Men: días del futuro pasado (nuevo pasado) (1973) | X-Men: Apocalipsis (1983) | Dark Phoenix (1992) | Deadpool (2016)              | Deadpool 2 (2018)    | Los nuevos mutantes (2020)                                   | X-Men: días del futuro pasado (futuro sin centinelas) (2023) | Logan (2029)                                                 |

### Línea temporal
Los eventos de las películas se dividen en dos líneas temporales: la original y la nueva.

### Fecha cronológica de los eventos sucedidos antes de X-Men: días del futuro pasado (1973)
- 3000 A.C: Se lleva a cabo la escena poscréditos de X-Men: días del futuro pasado. El primer mutante En Sabah Nur construye pirámides con sus poderes mutantes mientras la gente aclama su nombre. Sus cuatro jinetes lo acompañan.
- 1829: Nace Víctor Creed (Sabretooth) por Thomas Logan.
- 1832: James Hudson Howlett (Wolverine) nace en territorios del noroeste de Canadá por John y Elizabeth Howlett.
- 1845: Se lleva a cabo la primera escena de la película X-Men Origins: Wolverine. Thomas Logan asesina al padre de James (Wolverine). James saca por primera vez sus garras de hueso y asesina a Thomas Logan, mientras este le revela que es su padre. James y Víctor huyen.
- 1861-1865: James y Víctor van a la guerra civil estadounidense.
- 1917-1918: James y Víctor luchan en la batalla del Somme, durante la Primera Guerra Mundial.
- 1944: James y Víctor desembarcan en la playa de Omaha en la Segunda Guerra Mundial.
- 1944: Se llevan a cabo las primeras escenas de la película X-Men: primera generación. A sus doce años de edad, Erik Lehnsherr (Magneto), manifiesta sus poderes en un campo de concentración Nazi. Sebastian Shaw se da cuenta de sus poderes y mata a su madre para obligarle a usarlos en su propio beneficio. Ese mismo año Charles Xavier conoce a Raven Darkholme (Mystique) a los 12 años. Ambos se hacen muy amigos.
- 9 de agosto de 1945: Se lleva a cabo la primera escena vista en la película The Wolverine. James (Wolverine) está encerrado en un campo de prisioneros en Nagasaki. Este lugar es bombardeado y durante este bombardeo James, rescata a un oficial llamado Ichirō Yashida.
- 1949: Erik Lensherr (Magneto), visita por primera vez USA.
- 1962: Se producen los eventos de X-Men: primera generación. Erik Lehnsherr (Magneto) y Charles Xavier se conocen a los 30 años. La CIA forma un grupo de mutantes llamado División X formado por Charles Xavier, Erik Lehnsherr, Raven Darkholme (Mística), Moira MacTaggert, Ángel Salvatore (Tempest), Alex Summers (Havok) y Sean Cassidy(Banshee). Erik mata a Sebastian Shaw. Charles Xavier queda paralítico por un accidente y Erik Lensherr (Magneto) forma la Hermandad de Mutantes.
- 20 de noviembre de 1962: La CIA comienza la operación Wight Away.
- 10 de abril del 1963: Oswald mata a Edwin Patridge por orden de Erik Lensherr (Magneto).
- Verano de Odio: La muerte de Patridge indignó a sus partidarios. En verano de 1963 casi una docena de mutantes son asesinados por varios grupos anti mutantes denominados Amigos de la Humanidad.
- Julio de 1963: Azazel y Tempest son asesinados en una emboscada por el proyecto Wight Away.
- 22 de noviembre de 1963: Magneto queda implicado en el asesinato de John F. Kennedy, por lo que queda preso en el Pentágono. Se presume que Bolivar Trask está implicado en el asesinato.
- 11 de febrero de 1964: Erik Lehnsherr (Magneto) es sentenciado a cadena perpetua.
- 1965: Charles Xavier abre un instituto privado para jóvenes con habilidades especiales. Havok y Hank McCoy (Beast) son los únicos miembros originales de los mutantes que quedan.
- 1967: Bolivar Trask revoluciona el mundo de las prótesis a través de ADN artificial.

### Primera línea de tiempo (Línea original)
- 1973: James Howlett (Wolverine) aparentemente separado de su medio hermano Víctor Creed actúa como guardaespaldas de la hija de un jefe de la mafia, con la que también duerme. Mística descubre las autopsias de Tempest, Janos Quested (Riptide), Banshee, Azazel y Emma Frost(Reina Blanca). Esto provoca un gran resentimiento por parte de Mística lo que la empuja a matar a Bolivar Trask. Mística es capturada y torturada. Tras la muerte de Bolivar Trask el gobierno activa el “Programa Centinela”
- 1975: Charles Xavier a la edad de 43 años, asiste a una sesión privada en Washington pidiendo la libertad mutante, incluyendo la integridad y privacidad.
- 1980: James (Wolverine) y Víctor (Dientes de Sable) se reúnen para ir a la guerra de Vietnam. Víctor intenta violar a una mujer, lo que lo lleva a masacrar a varios soldados. James (Wolverine) va a su rescate y ambos terminan frente a un pelotón de fusilamiento. El oficial William Stryker los recluta para que se unan al grupo X formado por Wade Wilson (Deadpool), Fred Dukes (Blob), John Wraith (Espectro), Chris Bradley (Bolt) y David North (Maverick). El grupo X va en una misión en busca de fragmentos de un meteorito que da origen al Adamantium. James (Wolverine) se ve perturbado por la falta de respeto ante los humanos, por lo que deja el equipo, adoptando el apodo de su padre, Logan.
- 1986: Charles Xavier y Erik Lehnsherr, ambos a la edad de 49 años, están nuevamente unidos en un intento de reclutar a la joven mutante Jean Grey.
- 1988: Una protesta de mutantes derrumban el muro de Berlín matando a 20 personas e hiriendo a más de 200. Logan también estuvo presente en este suceso.
- 1989: Logan se somete al experimento Arma X para reemplazar su estructura por una hecha de Adamantium. Durante el proceso Logan adopta el nombre Wolverine como tributo a una historia que le contó su fallecida novia Kayla Silverfox. Logan pelea contra su medio hermano Víctor y luego combate al Arma XI, Deadpool. Después de la batalla, Stryker le dispara a Logan en el cráneo con una bala de Adamantium provocando que este pierda la memoria y que solo sepa su nombre, puesto que lo ve grabado en su placa del ejército. Por otra parte, la planta nuclear de Chernobyl se derrite causando un aumento de mutantes prematuros. Durante ese evento nace el mutante y futuro X-Men, Piotr Rasputin (Coloso).
- 1994: La Resistencia Zapatista recluta Soldados Mutantes en Contra del Gobierno Mexicano del Sur.
- 1996: Warren Worthington III(Arcángel) trata de cortarse sus alas. Su padre lo descubre y con los recursos de su compañía comienza la producción de una cura mutante.
- 2001: El gobierno estadounidense contrata a Industrias Trask para la construcción del campo X-Ray en la bahía de Guantánamo.
- 2004: Un virus aparece y afecta a la población mutante del mundo. Ya no nacen mutantes naturalmente.
- 2005: Los acontecimientos de X-Men se llevan a cabo. El gobierno discute una ley de registro mutante. A los diecisiete años de edad Marie D’Ancanto huye de su casa tras un incidente con sus poderes mutantes, adoptando el nombre de Rogue. Rogue conoce a Logan en el camino y este la protege, haciéndose amigos. Logan se une a los X-Men, formados por Scott Summers (Cíclope), Ororo Munroe (Tormenta) y Jean Grey. Tras un incidente con Víctor (Sabretooth), que trabaja con Magneto), los X-Men combaten a Magneto, quien está usando los poderes de Rogue para combinarlos con una máquina y transformar a todos los humanos en mutantes, lo cual termina con este encarcelado. Los acontecimientos de X-Men 2 se llevan a cabo. El mutante conocido como Kurt Wagner (Rondador Nocturno) ataca la Casa Blanca exigiendo la libertad mutante. El coronel William Stryker y sus fuerzas militares atacan la Mansión X tomando a varios mutantes cautivos, entre los que se encuentran Cíclope y Charles Xavier, y tomando a Cerebro. Magneto escapa de prisión gracias a Mística y se alía con los X-Men para rescatar al Profesor X y detener la muerte de todos los mutantes del mundo. Jean Grey, se sacrifica y destruye la presa de la base de Stryker. Gracias a esto los X-Men escapan pero Jean muere siendo arrastrada por la presión del mar. El Profesor X habla con el presidente y lo convence de que no todos los mutantes son peligrosos.
- 2006: Se dan los sucesos de X-Men: The Last Stand.Las empresas de Warren Wothington II desarrollan una cura mutante que suprime el Gen X para siempre. Jean Grey resucita como el Fénix y asesina a Cíclope. El Profesor X trata de ayudar a Jean a controlar al Fénix pero sus intentos fracasan cuando ella lo asesina (sin embargo el Profesor tenía un hermano gemelo llamado P. Xavier en coma y sin conciencia, bajo los laboratorios de Moira MacTaggert al cual pasa su conciencia antes de que el Fénix lo evapore). Los X-Men pelean contra la Hermandad de Mutantes de Magneto lo que termina con la destrucción del puente Golden Gate. Magneto es inyectado con la cura (la cual suprime los poderes temporalmente y no definitivamente) y Logan (Wolverine) se ve obligado a asesinar a Jean Grey justo a tiempo para que no destruya todo el lugar.
- 2009: El collar revolucionario de Industrias Trask prueba que las habilidades mutantes pueden ser removidas. Entre los sujetos de prueba está Kitty Pryde (Shadowcat), la cual el collar le impide caminar a través de los muros.
- 2010: La Mansión X, refugio y escuela para jóvenes superdotados cierra. Industrias Trask acude a la mansión y la usa como centro de investigaciones.
- 2011: Una marcha de protesta mutante marcha desde la Mansión X aclamando que no necesitan una cura mutante. En medio de la marcha los centinelas aparecen en la marcha pacífica mutante. En medio del caos Warren Worthington III, conocido como Ángel, es asesinado. Se dan los hechos de The Wolverine. Wolverine ahora vive como un ermitaño 7 años después de verse obligado a matar a Jean Grey. Wolverine recibe la visita de una mutante llamada Yukio que reclama que su anciano maestro Ichirō Yashida se está muriendo. Yukio lleva a Logan a Tokio donde se reúne con el anciano Yashida el cual le dice que él puede suprimir su capacidad de regeneración. Wolverine protege a la nieta de Yashida, Mariko, de la cual se enamora. Mariko es secuestrada por la mutante Ophelia Sarkissian (Viper) y llevada ante el Silver Samurai. El Silver Samurai se revela como Ichirō Yashida e intenta quitarle a Wolverine su factor re generativo. El Silver Samurai consigue extraerle el Adamantium del cuerpo de Wolverine, pero finalmente, este consigue vencerlo. Tras esto, Logan se marcha de Tokio.
- 2012: Clarice Ferguson, alias Blink, rescata a 30 mutantes de los campos de prisión de Industrias Trask.
- 2013: Se lleva a cabo la escena poscréditos de The Wolverine. Wolverine, dos años después de que venciera a Silver Samurai, regresa a Nueva York. Estando en el aeropuerto se reencuentra con Charles Xavier y Magneto, quienes le piden ayuda para combatir a una nueva amenaza mundial que pretende destruir a la raza mutante. Esta amenaza son los centinelas Mark X. Estos están compuestos por el ADN de Mística, lo que les otorga la capacidad de adaptarse y también usan las habilidades de Rogue para absorber los poderes de los mutantes.
- 2018: Lucas Bishop ayuda a escapar a varios mutantes de los campos X-Ray formando una red global de mutantes conocida como Mutantes Libres.
- 2023: Los acontecimientos del futuro de X-Men: días del futuro pasado se llevan a cabo. Los mutantes están al borde de la extinción. Kitty Pryde (Shadowcat) está pasando por una mutación secundaria que le permite mandar la conciencia de otros al pasado. El Profesor X propone enviar a alguien al pasado para evitar que Mística asesine a Bolivar Trask. Wolverine al ser el único en poder soportar el viaje, por su capacidad de regeneración, se ofrece como voluntario con la consecuencia de perder 50 años de memoria tras sus actos en el pasado. Durante el traspaso de conciencia Tormenta, Bishop, Blink, Coloso, Bobby Drake (Hombre de hielo), Roberto da Costa (Sunspot) y James Proudstar (Warpath) son asesinados. En la versión original de la película Bobby Drake no llega a morir hasta que los Centinelas atraviesan el Templo, pero en el Rogue Cut se sacrifica para que Magneto y Charles Xavier rescaten a Rogue. Wolverine tiene éxito, consigue que Mística no asesine a Bolivar Trask, cambia el pasado y esto provoca la creación de una nueva línea temporal.

### Nueva línea de tiempo (Después del cambio de la historia por Wolverine)
Todos los eventos ocurridos antes de 1973 permanecen iguales.
- Nuevo 1973: Los acontecimientos del pasado de X-Men: días del futuro pasado se llevan a cabo. Wolverine despierta en su cuerpo joven, libera a Magneto con ayuda del Charles Xavier, Bestia y Pietro Maximoff (Mercurio) e impide que Mística asesine a Bolivar Trask. El gobierno cancela el programa centinela y comienza una nueva lucha por la paz y la coexistencia entre humanos y mutantes. Tras el éxito de Wolverine en el pasado, las cosas han cambiado. Ahora, todos los hechos conocidos a partir de 1973 son borrados (X-Men Origins: Wolverine, X-Men, X-Men 2, X-Men: The Last Stand, The Wolverine, X-Men: días del futuro pasado (futuro con Centinelas) perteneciendo a una línea de tiempo alterna y creando la nueva línea de tiempo.
- Nuevo 1983: Los eventos de X-Men: Apocalipsis se llevan a cabo. La alteración del tiempo ha desatado un nuevo y poderoso enemigo, el primer mutante En Sabah Nur (Apocalipsis) despierta. Unos jóvenes Cíclope, Tormenta y Jean Grey se unen a Charles Xavier y Bestia como los X-Men para luchar contra el adversario más poderoso con el que se han enfrentado: En Sabah Nur (Apocalipsis). Aparece Wolverine, ya con las garras de Adamantium, puesto que William Stryker lo tenía retenido tras finalizar el proceso que lo convirtió en el Arma X. Este, involuntariamente ayuda a Jean Grey, Cíclope, y Rondador Nocturno a liberar a Mística, Bestia, Moira, y Mercurio de la prisión de William Stryker.
- Nuevo 1992: Los acontecimientos de Dark Phoenix se llevan a cabo. Los mutantes son reconocidos nacionalmente y Jean Grey libera su Fuerza Fénix, obligando a sus compañeros a luchar contra ella. Mística pierde la vida luchando contra Jean Grey. Jean Grey va en busca de la ayuda de Magneto, el cual ha establecido una comunidad mutante en Genosha. Vuk, la líder de una raza alienígena llamada D'Bari, seduce a Jean para que le entregue a ella su Fuerza Fénix. Los mutantes acaban prisioneros en un tren, y allí sufren un ataque de los D'Bari. Tras una pelea y que el tren se estrelle, Jean acaba con el resto y se eleva hacia el cielo, convirtiéndose en la entidad Fénix. Charles Xavier abandona la Escuela para Jóvenes Talentos y él y Erik (Magneto) hacen las paces.
- Nuevo 2016: Se llevan a cabo proyectos secretos de experimentación para activar genes mutantes de forma artificial en una instalación subterránea, de los cuales, un mercenario llamado Wade Wilson recién diagnosticado con cáncer es víctima tras ser engañado con que el proyecto sería una cura, y que además le darían superpoderes, lo que era en realidad crear mutantes y venderlos como esclavos. Los resultados fueron factor de curación, pero desfiguración de su cuerpo que lo lleva a alejarse de su novia. El proyecto llega a su fin debido a la destrucción de la instalación luego del escape de Wade, quien aprovecha sus nuevas habilidades renombrado como Deadpool para buscar la cura y cobrar venganza poco a poco de forma violenta y sangrienta. La Mansión X sigue activa, y dos integrantes de los X-Men, Coloso y su aprendiz Ellie Phimister (Negasonic Teenage Warhead) buscan reclutar a Deadpool mientras el primero le intenta enseñar la moralidad de ser un superhéroe.
- Nuevo 2018: Nathan Summers (Cable) viaja desde el futuro para acabar con la vida de Russell Collins (Puño de fuego) antes de que se vuelva malvado y destruya el mundo, incluyendo a su familia.
- Nuevo 2023: Tras el éxito de Wolverine en el pasado y al crearse la nueva línea temporal las cosas han cambiado. Jean Grey, Cíclope, Bestia y el resto de los X-Men siguen vivos.
- 2028: Aunque se crea una nueva línea temporal, en la línea temporal original posterior a X-Men: días del futuro pasado, el Profesor X mata accidentalmente a siete mutantes en Westchester, debido una enfermedad degenerativa en su cerebro, Logan gracias a su factor curativo es el único en sobrevivir a esta tragedia.
- 2029: Ocurren los hechos de la película Logan. Wolverine tiene que proteger a Laura Kinney, una mutante llamada X-23, que fue creada del propio ADN de Wolverine. Caliban se sacrifica para no tener que rastrear a sus amigos. El Profesor X y Logan son asesinados por X-24, quien a su vez es asesinado por X-23 con una bala de Adamantium. Los niños clones huyen a la frontera iniciando un nuevo comienzo para la raza mutante.

### Línea de tiempo alternativa (Antes del cambio de la historia por Cable)
Todos los eventos ocurridos antes de 2018 permanecen iguales.
- Alternativo 2018: Russell Collins se vuelve malvado con el nombre de Puño de Fuego/Firefist, libera a Cain Marko (Juggernaut) de prisión y mata al director de su orfanato, y lo quema con todos los niños allí. Comienza a matar seguidamente durante los siguientes años y destruir por diversión.
- Alternativo Futuro: Cable se encarga de detener a criminales como Firefist, que ahora, adulto y más poderoso, continúa con su destrucción, y su venganza contra Cable, matando a su esposa e hija y así obligando a este a viajar al pasado para matar a Russell y evitar la existencia de Firefist para cambiar el futuro y salvar a su familia.

## Series de televisión

### Legión
David Haller, un hombre que puede ser más que un humano y que ha luchado contra una enfermedad mental desde su adolescencia. Diagnosticado como esquizofrénico, David ha estado entrando y saliendo de hospitales psiquiátricos por años, pero después de un extraño encuentro con un misterioso paciente, evalúa si las voces que oye y las visiones que tiene son reales.
Noah Hawley escribió el guion del piloto para FX Productions y Marvel Television. Además, es el productor ejecutivo de Legion junto a Lauren Shuler Donner, Bryan Singer, Simon Kinberg, Jeph Loeb, presidente de Marvel Television, y Jim Chory.

### The Gifted
The Gifted, de Fox, se encuentra en una línea de tiempo distinta a la de la saga fílmica, por el motivo que los X-Men y la Hermandad de mutantes se disolvieron en los años actuales. Cuenta con adaptaciones nuevas, entre ellas: Lorna Dane / Polaris, Thunderbird, Sage, Reeva Payge y las Stepford Cuckoos, así como una nueva versión de Clarice Fong / Blink, un personaje original, tal es el caso de Marcos Díaz / Eclipse. 
La coproducción de Marvel Television y 20th Century Fox ha sido cocreada por Evan Katz, Manny Coto, Patrick McKay y John D. Payne. Los dos últimos escribirán el guion de la serie, mientras que Lauren Shuler Donner, Bryan Singer, Simon Kinberg, Jeph Loeb y Jim Chory serán los productores ejecutivos, junto a Katz y Coto, quienes serán sus showrunners.

## Reparto cinematográfico
Indicadores de la lista

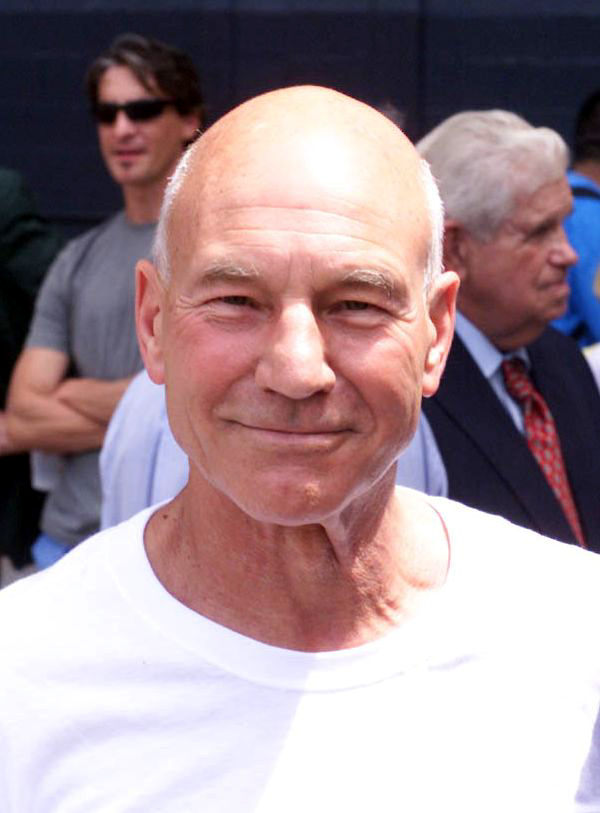
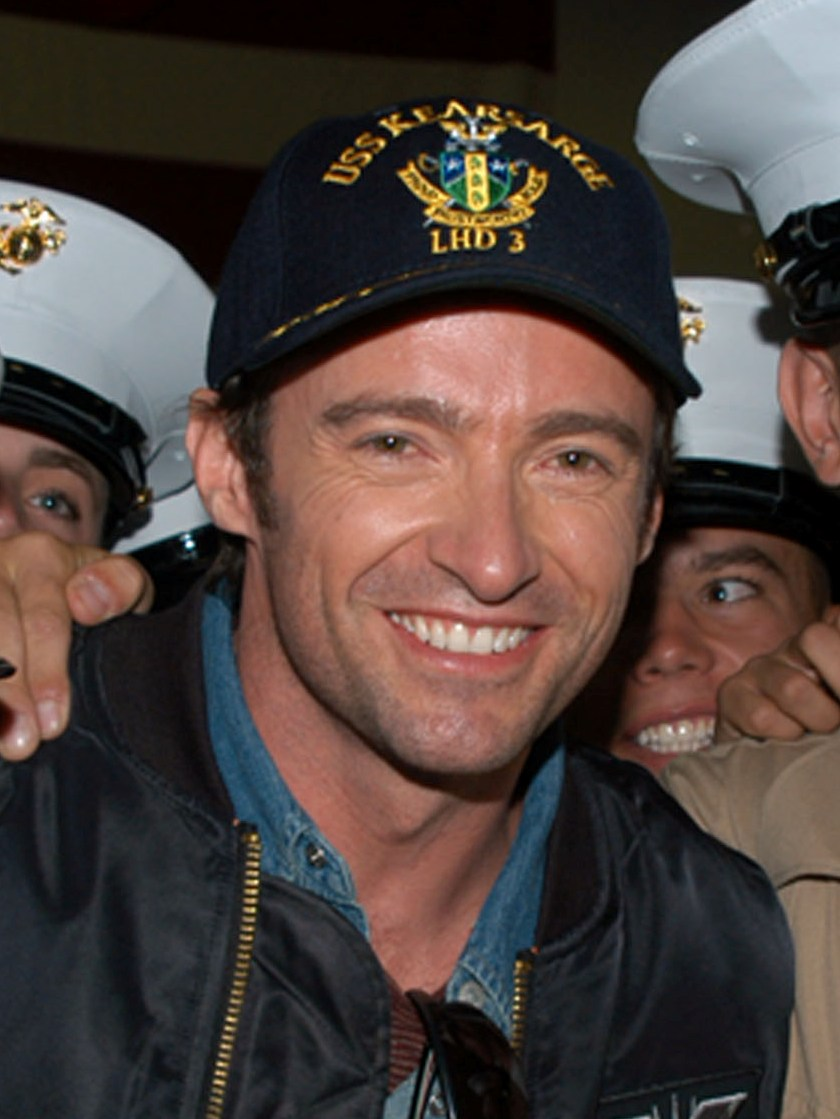
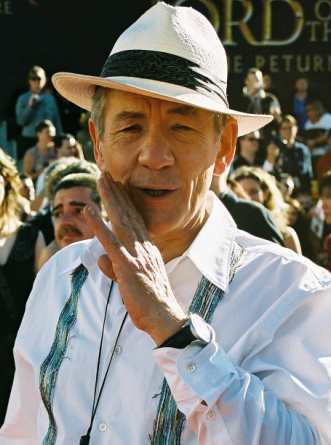
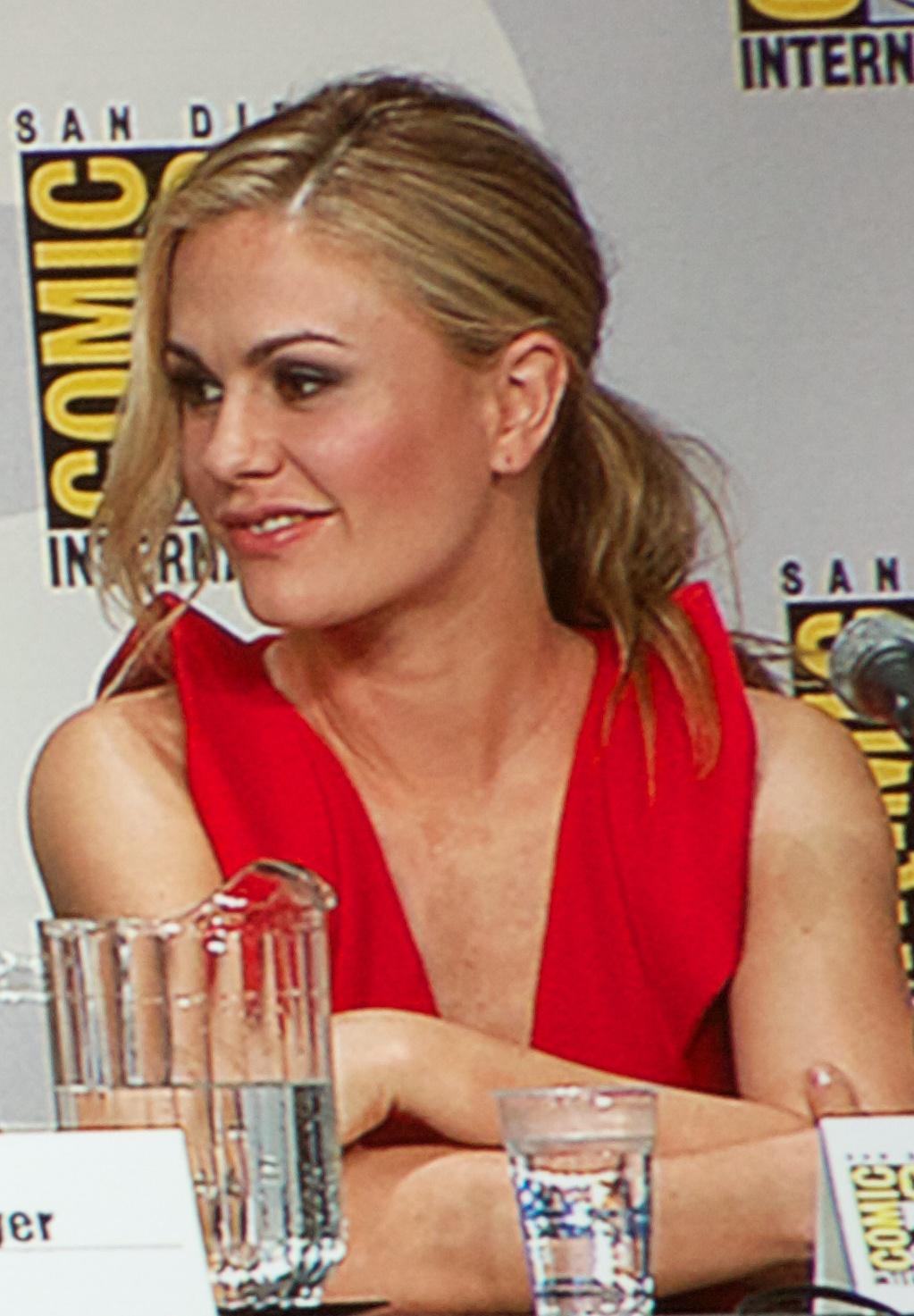
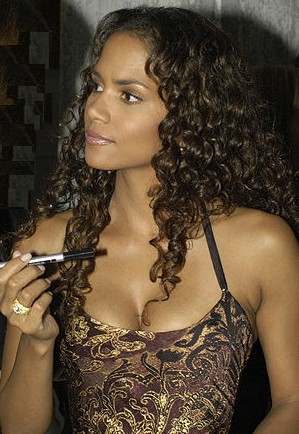
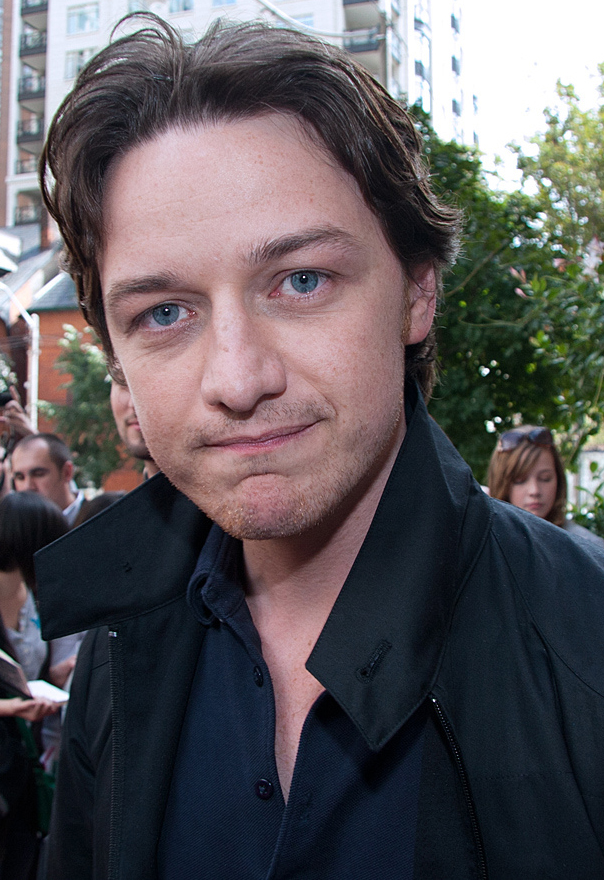
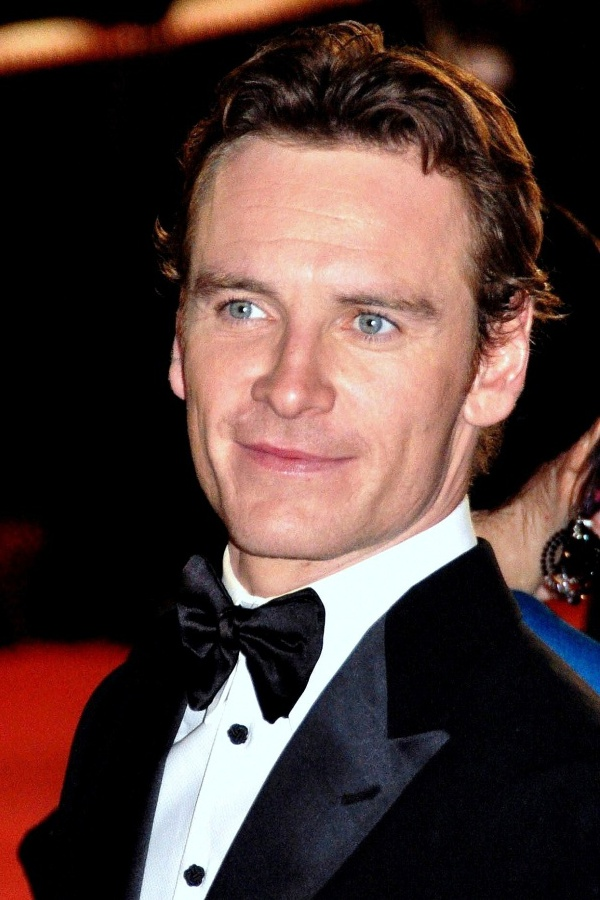

En esta sección se muestran los personajes que aparecen en una o varias cintas del universo compartido. 
- Una celda vacía, de color gris oscuro, indica que el personaje no aparece en la película, o que su presencia aún no ha sido confirmada.
- A indica una aparición a través de imágenes o video de archivo.
- C indica un papel cameo.
- E indica una aparición a través del uso de efectos especiales.
- D indica una aparición no acreditada.
- V indica un papel de solo voz.
- J indica una versión más joven del personaje.

| Personaje                                 | Películas                      | Películas            | Películas                | Películas                          | Películas                                    | Películas        | Películas                           | Películas                        | Películas                  | Películas        | Películas                        | Películas          | Películas       |  |
| Personaje                                 | X-Men                          | X-Men 2              | X-Men: The Last Stand    | X-Men Origins: Wolverine           | X-Men: Primera Generación                    | The Wolverine    | X-Men: Días del Futuro Pasado(2014) | Deadpool                         | X-Men: Apocalipsis         | Logan            | Deadpool 2                       | Dark Phoenix       | The New Mutants |  |
| Personaje                                 | 2000                           | 2003                 | 2006                     | 2009                               | 2011                                         | 2013             | 2014                                | 2016                             | 2016                       | 2017             | 2018                             | 2019               | 2020            |  |
| ----------------------------------------- | ------------------------------ | -------------------- | ------------------------ | ---------------------------------- | -------------------------------------------- | ---------------- | ----------------------------------- | -------------------------------- | -------------------------- | ---------------- | -------------------------------- | ------------------ | --------------- |  |
| John Allerdyce Pyro                       | Alexander BurtonC              | Aaron Stanford       | Aaron Stanford           |                                    |                                              |                  |                                     |                                  |                            |                  |                                  |                    |                 |  |
| Blind Al                                  |                                |                      |                          |                                    |                                              |                  |                                     | Leslie Uggams                    |                            |                  | Leslie Uggams                    |                    |                 |  |
| Azazel                                    |                                |                      |                          |                                    | Jason Flemyng                                |                  | Jason FlemyngA                      |                                  |                            |                  |                                  |                    |                 |  |
| Angel Salvadore                           |                                |                      |                          |                                    | Zoë Kravitz                                  |                  | Zoë KravitzA                        |                                  |                            |                  |                                  |                    |                 |  |
| Alex Summers Havok                        |                                |                      |                          |                                    | Lucas Till                                   |                  | Lucas TillC                         |                                  | Lucas Till                 |                  |                                  |                    |                 |  |
| Betsy Braddock Psylocke                   |                                |                      | Meiling Melançon         |                                    |                                              |                  |                                     |                                  | Olivia Munn                |                  |                                  |                    |                 |  |
| Lucas Bishop Bishop                       |                                |                      |                          |                                    |                                              |                  | Omar Sy                             |                                  |                            |                  |                                  | Lamar Johnson      |                 |  |
| Bolivar Trask                             |                                |                      | Bill Duke                |                                    |                                              |                  | Peter Dinklage                      |                                  |                            |                  |                                  |                    |                 |  |
| Theresa Cassidy Siryn                     |                                | Shauna Kain          | Shauna Kain              |                                    |                                              |                  |                                     |                                  |                            |                  |                                  |                    |                 |  |
| Vanessa Carlysle                          |                                |                      |                          |                                    |                                              |                  |                                     | Morena Baccarin                  |                            |                  | Morena Baccarin                  |                    |                 |  |
| Roberto da Costa Sunspot                  |                                |                      |                          |                                    |                                              |                  | Adan Canto                          |                                  |                            |                  |                                  |                    | Henry Zaga      |  |
| Víctor Creed Sabretooth                   | Tyler Mane                     |                      |                          | Liev SchreiberMichael James OlsenJ |                                              |                  |                                     |                                  |                            |                  |                                  |                    |                 |  |
| Caliban                                   |                                |                      |                          |                                    |                                              |                  |                                     |                                  | Tómas Lemarquis            | Stephen Merchant |                                  |                    |                 |  |
| Cain Marko Juggernaut                     |                                |                      | Vinnie Jones             |                                    |                                              |                  |                                     |                                  |                            |                  | Ryan ReynoldsV                   |                    |                 |  |
| Charles Xavier Profesor X                 | Patrick Stewart                | Patrick Stewart      | Patrick Stewart          | Patrick StewartC                   | James McAvoyJLaurence BelcherJ               | Patrick StewartC | Patrick StewartJames McAvoyJ        |                                  | James McAvoyJ              | Patrick Stewart  | James McAvoyJC                   | James McAvoyJ      |                 |  |
| Raven Darkhölme Mystique                  | Rebecca Romijn                 | Rebecca Romijn       | Rebecca Romijn           |                                    | Jennifer LawrenceMorgan LilyJRebecca RomijnC |                  | Jennifer Lawrence                   |                                  | Jennifer Lawrence          |                  |                                  | Jennifer Lawrence  |                 |  |
| Robert Drake Iceman                       | Shawn Ashmore                  | Shawn Ashmore        | Shawn Ashmore            |                                    |                                              |                  | Shawn Ashmore                       |                                  |                            |                  |                                  |                    |                 |  |
| Frederick J. Dukes Blob                   |                                |                      |                          | Kevin Durand                       |                                              |                  |                                     |                                  | Gustav Claude Ouimet       |                  |                                  |                    |                 |  |
| Dopinder                                  |                                |                      |                          |                                    |                                              |                  |                                     | Karan Soni                       |                            |                  | Karan Soni                       |                    |                 |  |
| Dale Rice                                 |                                | Bryan Singer         |                          |                                    |                                              |                  | Bryan Singer                        |                                  |                            |                  |                                  |                    |                 |  |
| Edie Lehnsherr                            | Rhona Skekter                  |                      |                          |                                    | Éva Magyar                                   |                  |                                     |                                  |                            |                  |                                  |                    |                 |  |
| Ellie Phimister Negasonic Teenage Warhead |                                |                      |                          |                                    |                                              |                  |                                     | Brianna Hildebrand               |                            |                  | Brianna Hildebrand               |                    |                 |  |
| En Sabah Nur Apocalipsis                  |                                |                      |                          |                                    |                                              |                  | Brendan PedderC                     |                                  | Oscar IsaacBrendan PedderJ |                  |                                  |                    |                 |  |
| Eric Gitter Ink                           |                                |                      |                          |                                    |                                              |                  | Gregg LoweC                         |                                  |                            |                  |                                  | Gregg Lowe         |                 |  |
| Erik Lehnsherr Magneto                    | Ian McKellenBrett MorrisJ      | Ian McKellen         | Ian McKellen             |                                    | Michael FassbenderBill MilnerJ               | Ian McKellenC    | Ian McKellenMichael FassbenderJ     |                                  | Michael Fassbender         |                  |                                  | Michael Fassbender |                 |  |
| Jean Grey Fénix                           | Famke Janssen                  | Famke Janssen        | Famke JanssenHaley RammJ |                                    |                                              | Famke Janssen    | Famke Janssen                       |                                  | Sophie Turner              |                  |                                  | Sophie Turner      |                 |  |
| James Howlett Wolverine / Logan           | Hugh Jackman                   | Hugh Jackman         | Hugh Jackman             | Hugh JackmanTroye SivanJ           | Hugh JackmanC                                | Hugh Jackman     | Hugh Jackman                        | Hugh JackmanA                    | Hugh JackmanC              | Hugh Jackman     | Hugh JackmanA                    |                    |                 |  |
| Jack Hammer Comadreja                     |                                |                      |                          |                                    |                                              |                  |                                     | T.J. Miller                      |                            |                  | T.J. Miller                      |                    |                 |  |
| Henry McCoy Bestia                        |                                | Steve BacicC         | Kelsey Grammer           |                                    | Nicholas Hoult                               |                  | Nicholas HoultKelsey GrammerC       |                                  | Nicholas Hoult             |                  | Nicholas HoultC                  | Nicholas Hoult     |                 |  |
| Jubilation Lee Júbilo                     | Katrina FloreceC               | Kea Wong             | Kea Wong                 |                                    |                                              |                  |                                     |                                  | Lana Condor                |                  |                                  |                    |                 |  |
| Jakob Lehnsherr                           | Kenneth McGregor               |                      |                          |                                    | Georg Nikoloff                               |                  |                                     |                                  |                            |                  |                                  |                    |                 |  |
| Senador Robert Kelly                      | Bruce Davison                  | Bruce Davison        |                          |                                    |                                              |                  |                                     |                                  |                            |                  |                                  |                    |                 |  |
| Laura Kinney X-23                         |                                |                      |                          |                                    |                                              |                  |                                     |                                  |                            | Dafne Keen       |                                  |                    | Dafne KeenA     |  |
| Kayla Silverfox                           |                                |                      |                          | Lynn Collins                       |                                              | Lynn CollinsAV   |                                     |                                  |                            |                  |                                  |                    |                 |  |
| Kitty Pryde Shadowcat                     | Sumela KayC                    | Katie StuartC        | Elliot Page              |                                    |                                              |                  | Elliot Page                         |                                  |                            |                  |                                  |                    |                 |  |
| Kurt Wagner Nightcrawler                  |                                | Alan Cumming         |                          |                                    |                                              |                  |                                     |                                  | Kodi Smit-McPhee           |                  | Kodi Smit-McPheeC                | Kodi Smit-McPhee   |                 |  |
| Moira MacTaggert                          |                                |                      | Olivia Williams          |                                    | Rose Byrne                                   |                  |                                     |                                  | Rose Byrne                 |                  |                                  |                    |                 |  |
| Pietro Maximoff Quicksilver               |                                |                      |                          |                                    |                                              |                  | Evan Peters                         |                                  | Evan Peters                |                  | Evan PetersC                     | Evan Peters        |                 |  |
| Ororo Munroe Tormenta                     | Halle Berry                    | Halle Berry          | Halle Berry              | April Elleston-EnahoroCJ           | Elizabeth WrightJC                           | Halle BerryA     | Halle Berry                         |                                  | Alexandra Shipp            |                  | Alexandra ShippC                 | Alexandra Shipp    |                 |  |
| Marie D'Ancanto Rogue                     | Anna Paquin                    | Anna Paquin          | Anna Paquin              |                                    |                                              |                  | Anna PaquinC                        |                                  |                            |                  |                                  |                    |                 |  |
| Mortimer Toynbee Sapo                     | Ray Park                       |                      |                          | Actor desconocido                  |                                              |                  | Evan JonigkeitC                     |                                  |                            |                  |                                  |                    |                 |  |
| Piotr Rasputin Coloso                     | Donald MackinnonC              | Daniel Cudmore       | Daniel Cudmore           |                                    |                                              |                  | Daniel Cudmore                      | Stefan KapičićVAndre TricoteuxCE |                            |                  | Stefan KapičićVAndre TricoteuxCE |                    |                 |  |
| Presidente de EE.UU                       | David Black                    | Cotter Smith         | Josef Sommer             |                                    | John F. KennedyA                             |                  | Mark Camacho                        |                                  |                            |                  |                                  |                    |                 |  |
| William Stryker                           |                                | Brian CoxBrad LoreeJ |                          | Danny Huston                       |                                              |                  | Josh HelmanJBrian CoxC              |                                  | Josh Helman                |                  |                                  |                    |                 |  |
| Agente Stryker                            |                                |                      |                          |                                    | Don Creech                                   |                  | Don CreechA                         |                                  |                            |                  |                                  |                    |                 |  |
| Scott Summers Cíclope                     | James Marsden                  | James Marsden        | James Marsden            | Tim Pocock                         |                                              |                  | James MarsdenC                      |                                  | Tye Sheridan               |                  | Tye SheridanC                    | Tye Sheridan       |                 |  |
| Wade Wilson Deadpool                      |                                |                      |                          | Ryan ReynoldsScott Adkins          |                                              |                  |                                     | Ryan Reynolds                    |                            |                  | Ryan Reynolds                    |                    |                 |  |
| Warren Worthington III Ángel/Arcángel     |                                |                      | Ben FosterCayden BoydJ   |                                    |                                              |                  |                                     |                                  | Ben Hardy                  |                  |                                  |                    |                 |  |
| Yukio                                     |                                |                      |                          |                                    |                                              | Rila Fukushima   |                                     |                                  |                            |                  | Shiori Kutsuna                   |                    |                 |  |
| Stan Lee (cameo)                          | Vendedor de perritos calientes |                      | Hombre de la manguera    |                                    |                                              |                  |                                     | Anciano con su esposa            | DJ en club de estríperes   |                  |                                  |                    |                 |  |
| Chris Claremont (cameo)                   |                                |                      | Hombre del cortacéspedes |                                    |                                              |                  | Congresista Estadounidense          |                                  |                            |                  |                                  |                    |                 |  |

## Reparto televisivo
| Personaje                                      | Serie                                    | Serie                         | Serie                     | Serie                         | Serie                     |
| Personaje                                      | Legión Temporada 1 (2017)                | The Gifted Temporada 1 (2017) | Legión Temporada 2 (2018) | The Gifted Temporada 2 (2018) | Legión Temporada 3 (2019) |
| Introducidos en Legión                         | Introducidos en Legión                   | Introducidos en Legión        | Introducidos en Legión    | Introducidos en Legión        | Introducidos en Legión    |
| ---------------------------------------------- | ---------------------------------------- | ----------------------------- | ------------------------- | ----------------------------- | ------------------------- |
| David Haller                                   | Dan Stevens                              |                               | Dan Stevens               |                               | Dan Stevens               |
| Sydney "Syd" Barrett                           | Rachel Keller                            |                               | Rachel Keller             |                               | Rachel Keller             |
| Lenny Busker                                   | Aubrey Plaza                             |                               | Aubrey Plaza              |                               | Aubrey Plaza              |
| Cary Loudermilk                                | Bill Irwin                               |                               | Bill Irwin                |                               | Bill Irwin                |
| Ptonomy Wallace                                | Jeremie Harris                           |                               | Jeremie Harris            |                               | Jeremie Harris            |
| Amahl Farouk Rey Sombra                        | Navid Negahban Aubrey Plaza Kirby Morrow |                               | Navid Negahban            |                               | Navid Negahban            |
| Kerry Loudermilk                               | Amber Midthunder                         |                               | Amber Midthunder          |                               | Amber Midthunder          |
| Amy Haller                                     | Katie Aselton                            |                               | Katie Aselton             |                               | Katie Aselton             |
| Melanie Bird                                   | Jean Smart                               |                               | Jean Smart                |                               | Jean Smart                |
| Stan Lee                                       | Él mismo (cameo)                         | Él mismo (cameo)              |                           |                               |                           |
| Introducidos en The Gifted                     |                                          |                               |                           |                               |                           |
| Lorna Dane Polaris                             |                                          | Emma Dumont                   |                           | Emma Dumont                   |                           |
| Reed Strucker                                  |                                          | Stephen Moyer                 |                           | Stephen Moyer                 |                           |
| Marcos Diaz Eclipse                            |                                          | Sean Teale                    |                           | Sean Teale                    |                           |
| Clarice Fong Blink                             |                                          | Jamie Chung                   |                           | Jamie Chung                   |                           |
| John Proudstar Thunderbird                     |                                          | Blair Redford                 |                           | Blair Redford                 |                           |
| Caitlin Strucker                               |                                          | Amy Acker                     |                           | Amy Acker                     |                           |
| Esme, Sophie y Phoebe Frost Frost sisters      |                                          | Skyler Samuels                |                           | Skyler Samuels                |                           |
| Lauren Strucker                                |                                          | Natalie Alyn Lind             |                           | Natalie Alyn Lind             |                           |
| Andy Strucker                                  |                                          | Percy Hynes White             |                           | Percy Hynes White             |                           |
| Agente Jace Turner                             |                                          | Coby Bell                     |                           | Coby Bell                     |                           |
| Sage                                           |                                          | Hayley Lovitt                 |                           | Hayley Lovitt                 |                           |
| Sonya Simonson Dreamer                         |                                          | Elena Satine                  |                           |                               |                           |
| Roderick Campbell                              |                                          | Garret Dillahunt              |                           |                               |                           |
| Evangeline Whedon                              |                                          | Erinn Ruth                    |                           | Erinn Ruth                    |                           |
| Introducidos en The Gifted - Segunda temporada |                                          |                               |                           |                               |                           |
| Reeva Payge                                    |                                          |                               |                           | Grace Byers                   |                           |

## Recaudación
| Película                      | Recaudación    | Recaudación     | Recaudación    | Ranking | Ranking | Presupuesto         | Referencia |
| Película                      | Estados Unidos | Resto del mundo | Total          | EE. UU. | Mundial | Presupuesto         | Referencia |
| ----------------------------- | -------------- | --------------- | -------------- | ------- | ------- | ------------------- | ---------- |
| X-Men                         | $157,299,717   | $139,039,810    | $296,339,527   | 309     | 449     | $75,000,000         | [ 224 ]    |
| X-Men 2                       | $214,949,694   | $192,761,855    | $407,711,549   | 168     | 264     | $110,000,000        | [ 225 ]    |
| X-Men: The Last Stand         | $234,362,462   | $224,997,093    | $459,359,555   | 1233    | 229     | $210,000,000        | [ 15 ]     |
| X-Men Origins: Wolverine      | $179,883,157   | $193,179,707    | $373,062,864   | 238     | 298     | $150,000,000        | [ 58 ]     |
| X-Men: primera generación     | $146,408,305   | $207,215,819    | $353,624,124   | 352     | 335     | $160,000,000        | [ 20 ]     |
| The Wolverine                 | $132,556,852   | $282,271,394    | $414,828,246   | 424     | 252     | $120,000,000        | [ 65 ]     |
| X-Men: días del futuro pasado | $233,921,534   | $513,941,241    | $747,862,775   | 136     | 89      | $200,000,000        | [ 28 ]     |
| Deadpool                      | $363,070,709   | $420,042,270    | $783,112,979   | 42      | 80      | $58,000,000         | [ 87 ]     |
| X-Men: Apocalipsis            | $155,442,489   | $388,492,298    | $543,934,787   | 315     | 166     | $178,000,000        | [ 42 ]     |
| Logan                         | $226,277,068   | $392,744,368    | $619,021,436   | 147     | 132     | $97,000,000         | [ 74 ]     |
| Deadpool 2                    | $324,591,735   | $460,455,185    | $785,046,920   | 68      | 91      | $110,000,000        | [ 95 ]     |
| Dark Phoenix                  | $57,299,717    | $193,039,810    | $252,339,527   | 309     | 449     | $200,000,000        | [ 51 ]     |
| Los nuevos mutantes           | $23,852,659    | $24,178,539     | $48,031,198    |         |         | $67–80              | [ 226 ]    |
| Todas las películas           | $2,458,462,355 | $3,625,916,579  | $6,084,378,934 | 7       | 6       | $1.735 mil millones | [ 227 ]    |

Las primeras tres películas de X-Men y Deadpool establecieron récords de apertura en América del Norte: X-Men tuvo la apertura más alta en julio hasta el momento, mientras que X2 y X-Men: The Last Stand obtuvieron el cuarto fin de semana de apertura más alto hasta el momento y Deadpool obtuvo el mayor fin de semana de apertura en febrero. Desde entonces, se han superado los récords de las tres primeras películas. Las siguientes tres películas de X-Men después de X-Men: The Last Stand abrieron más bajo que su predecesor y no establecieron récords de apertura. En Norteamérica, Deadpool es la película más taquillera de la serie, y también tiene el fin de semana de estreno más alto. Fuera de Norteamérica, X-Men: Days of Future Past tiene el fin de semana de estreno más alto y es la película más taquillera de la serie. En todo el mundo, Deadpool fue la película más taquillera de la serie y la película con clasificación R más taquillera de todos los tiempos, antes de ser superada en ambos récords por su secuela.
La serie de películas X-Men es la segunda serie de películas más taquillera basada en personajes de Marvel Cómics después del Universo cinematográfico de Marvel (UCM). En América del Norte, es la quinta serie de películas más taquillera, habiendo ganado más de $2.4 mil millones. En todo el mundo, es la séptima serie de películas más taquillera de todos los tiempos, habiendo recaudado más de $ 6 mil millones.

## Recepción crítica
| Película                      | Rotten Tomatoes   | Rotten Tomatoes      | Rotten Tomatoes     | Metacritic      | IMDb                  | FilmAffinity        | CinemaScore |
| Película                      | Críticos          | Críticos importantes | Audiencia           | Metacritic      | IMDb                  | FilmAffinity        | CinemaScore |
| ----------------------------- | ----------------- | -------------------- | ------------------- | --------------- | --------------------- | ------------------- | ----------- |
| X-Men                         | 82% (174 reseñas) | 68% (47 reseñas)     | 83% (250 000 votos) | 64 (33 reseñas) | 7.3 (617 780 votos)   | 6.5 (107 303 votos) | A-          |
| X-Men 2                       | 85% (247 reseñas) | 76% (62 reseñas)     | 85% (250 000 votos) | 68 (37 reseñas) | 7.4 (528 803 votos)   | 6.4 (73 454 votos)  | A           |
| X-Men: The Last Stand         | 57% (238 reseñas) | 47% (57 reseñas)     | 61% (250 000 votos) | 58 (38 reseñas) | 6.7 (519 191 votos)   | 6.0 (64 948 votos)  | A-          |
| X-Men Origins: Wolverine      | 38% (259 reseñas) | 23% (73 reseñas)     | 58% (250 000 votos) | 40 (39 reseñas) | 6.5 (507 379 votos)   | 6.0 (51 959 votos)  | B+          |
| X-Men: primera generación     | 86% (299 reseñas) | 73% (74 reseñas)     | 87% (100 000 votos) | 65 (38 reseñas) | 7.7 (664 645 votos)   | 6.8 (58 124 votos)  | B+          |
| The Wolverine                 | 71% (261 reseñas) | 58% (65 reseñas)     | 69% (250 000 votos) | 61 (43 reseñas) | 6.7 (445 024 votos)   | 5.3 (29 274 votos)  | A-          |
| X-Men: días del futuro pasado | 90% (333 reseñas) | 88% (75 reseñas)     | 91% (250 000 votos) | 75 (43 reseñas) | 7.9 (714 268 votos)   | 6.9 (39 254 votos)  | A           |
| Deadpool                      | 85% (349 reseñas) | 72% (67 reseñas)     | 90% (100 000 votos) | 65 (49 reseñas) | 8.0 (1 037 903 votos) | 6.8 (37 737 votos)  | A           |
| X-Men: Apocalipsis            | 47% (348 reseñas) | 43% (77 reseñas)     | 65% (100 000 votos) | 52 (48 reseñas) | 6.9 (411 153 votos)   | 5.9 (27 012 votos)  | A-          |
| Logan                         | 94% (429 reseñas) | 89% (81 reseñas)     | 90% (50 000 votos)  | 77 (51 reseñas) | 8.1 (763 603 votos)   | 6.9 (34 400 votos)  | A-          |
| Deadpool 2                    | 84% (421 reseñas) | 69% (80 reseñas)     | 85% (25 000 votos)  | 66 (51 reseñas) | 7.7 (521 698 votos)   | 6.7 (30 433 votos)  | A           |
| Dark Phoenix                  | 22% (383 reseñas) | 17% (70 reseñas)     | 56% (25 000 votos)  | 43 (52 reseñas) | 5.7 (171 068 votos)   | 5.0 (12 912 votos)  | B-          |
| Los nuevos mutantes           | 35% (136 reseñas) | 20% (20 reseñas)     | 48% (5 000 votos)   | 43 (20 reseñas) | 5.3 (67 456 votos)    | 4.8 (6 585 votos)   |             |
| Total                         | 67%               | 57%                  | 74%                 | 61              | 7.1                   | 6.2                 | A-          |

Wesley Morris, de  The Boston Globe, elogió las tres primeras películas de X-Men como "más que una exquisita franquicia de Hollywood... estas tres películas tienen filosofía deportiva, ideas, una carga telemática de causas y una gran elasticidad -versus-them alegoría". Morris elogió a X-Men: The Last Stand por "poner [ting] los héroes de un gran éxito de verano en una rara posición de mortal Realismo en esta época del año ¿Qué poco ortodoxo!". Roger Ebert dio a las películas reseñas positivas, ellos por la cantidad de mutantes, afirmando que "sus poderes son tan diversos y mal adaptados que es difícil mantenerlos todos en el mismo lienzo".
Las dos primeras películas fueron altamente elogiadas debido a su tono cerebral. Sin embargo, cuando el director Bryan Singer dejó la serie, muchos criticaron a su sucesor, Brett Ratner. Colin Colvert, del Star Tribune, sentía que "la sensibilidad de Singer a los temas de la discriminación hizo que las dos primeras películas de X-Men sorprendentemente fueran resonantes y conmovedoras para las extravagancias de verano basadas en cómics ... Singer es hábil en hacer malabarismos con personajes tridimensionales, Ratner hace bang-ups superficiales, poco imaginativos". James Berardinelli sintió, "'X-Men: The Last Stand' no es tan tensa o satisfactoria como 'X-Men 2', pero está mejor construida y tiene mejor ritmo que el 'X-Men' original. Las diferencias de calidad entre los tres son menores, sin embargo, a pesar del cambio en los directores, parece haber una sola visión". David Denby de  The New Yorker elogió "la belleza líquida y la fantasía poética de la obra de Singer", pero llamó a la película de Ratner "un sintetizador crudo de comedia y tropos de acción". La tercera película de Singer en la serie, X-Men: Days of Future Past fue también muy elogiada. Alonso Duralde de The Wrap sentía que "Singer mantiene las cosas en movimiento lo suficientemente rápido como para que puedas ir junto con el viaje de Superhero Stuff sin atascarse". El director de Spider-Man, Sam Raimi dijo que era fanático de la serie, en particular de las películas de Singer. El historiador de cine Kim Newman también comparó tonalmente Batman Begins con las películas de Singer. Logan fue nominado para el Premio de la Academia al Mejor Guion Adaptado.
Las películas de X-Men fueron bien recibidas por los fans de los cómics, pero hubo reseñas del reparto grande y el screentime limitado para todos ellos. Richard George de IGN elogió las representaciones de Wolverine, Profesor X, Magneto, Jean Grey, Storm, William Stryker, Mystique, Beast y Nightcrawler; sin embargo, George pensó que muchos de los personajes más jóvenes de X-Men, como Rogue, Iceman, Pyro y Kitty Pryde eran "adolescentes sin adjetivos", y quedó decepcionado por la caracterización de Cyclops. Observó que los cineastas eran "grandes admiradores de secuaces silenciosos", debido a los pequeños roles de los varios mutantes villanos; como Lady Deathstrike y Psylocke. Mientras que Jesse Schedeen de IGN, declaró que la continuidad de las películas no tiene sentido con personajes muertos que regresan con cero o poca explicación, diferentes versiones del mismo personaje que aparecen en múltiples películas y puntos de la trama que se ignoran convenientemente en películas posteriores. También criticó a 20th Century Fox por no trazar la serie desde el principio. En su reseña de Dark Phoenix, Joe Morgenstern de The Wall Street Journal caracterizó a toda la serie de películas de X-Men como una "franquicia notoriamente errática".

## Impacto cultural
Richard George de IGN declaró que el éxito de la primera película de X-Men abrió el camino para las adaptaciones cinematográficas de cómics como la serie Spider-Man, Fantastic Four, V for Vendetta y Superman Returns de Singer. Chris Hewitt de la revista Empire llamó a la primera película de X-Men como el "catalizador" de las películas basadas en los personajes de Marvel Cómics, afirmando que "la película de Singer 2000 es el catalizador de todo lo que viene, bueno y malo". El escritor de cómic Mark Millar dijo que los X-Men de Singer "revolucionaron" las películas de superhéroes. Rebecca Rubin de la revista Variety declaró que la franquicia de X-Men ha demostrado que hay una audiencia para una película de superhéroes de línea dura, mientras que Jeff Bock de Exhibitor Relations dijo que con películas como Deadpool y Logan, los estudios pueden hacer más con una película con clasificación R y ofrecer a la audiencia algo nuevo. Sin embargo, Tim Grierson y Will Leitch de New York y Vulture respectivamente, criticaron la serie, señalando que las mejores películas de la franquicia no lograron capturar el espíritu de la época como las cintas del Universo cinematográfico de Marvel lo hicieron.

## Música

### Soundtracks
| Título                                                          | Fecha de lanzamiento en EE. UU. | Duración | Compositor (es)        | Discografía       |
| --------------------------------------------------------------- | ------------------------------- | -------- | ---------------------- | ----------------- |
| X-Men: Original Motion Picture Soundtrack                       | 11 de julio de 2000             | 40:38    | Michael Kamen          | Decca             |
| X2: Original Motion Picture Score                               | 29 de abril de 2003             | 60:09    | John Ottman            | Trauma Records    |
| X-Men: The Last Stand – Original Motion Picture Soundtrack      | 23 de mayo de 2006              | 61:27    | John Powell            | Varèse Sarabande  |
| X-Men Origins: Wolverine – Original Motion Picture Soundtrack   | 28 de abril de 2009             | 45:32    | Harry Gregson-Williams | Varèse Sarabande  |
| X-Men: First Class – Original Motion Picture Soundtrack         | 12 de julio de 2011             | 60:14    | Henry Jackman          | Sony Masterworks  |
| The Wolverine: Original Motion Picture Soundtrack               | 23 de julio de 2013             | 58:30    | Marco Beltrami         | Sony Classical    |
| X-Men: Days of Future Past – Original Motion Picture Soundtrack | 26 de mayo de 2014              | 76:28    | John Ottman            | Sony Classical    |
| Deadpool: Original Motion Picture Soundtrack                    | 12 de febrero de 2016           | 68:12    | Junkie XL              | Milan Records     |
| Deadpool Reloaded: More Music from the Motion Picture           | 12 de febrero de 2016           | 39:00    | Junkie XL              | Milan Records     |
| X-Men: Apocalypse – Original Motion Picture Soundtrack          | 20 de mayo de 2016              | 76:00    | John Ottman            | Sony Music        |
| Logan: Original Motion Picture Soundtrack                       | 3 de marzo de 2017              | 57:31    | Marco Beltrami         | Lakeshore Records |
| Deadpool 2: Original Motion Picture Score                       | 11 de mayo de 2018              | 37:00    | Tyler Bates            | Sony Music        |
| Dark Phoenix: Original Motion Picture Soundtrack                | 7 de junio de 2019              | 67:55    | Hans Zimmer            | Fox Music         |
| Xperiments from Dark Phoenix                                    | 2 de agosto de 2019             | 78:43    | Hans Zimmer            | Fox Music         |
| The New Mutants: Original Motion Picture Soundtrack             | 28 de agosto de 2020            | 62:00    | Mark Snow              | Hollywood         |

## Medios domésticos
| Título                                            | Formato      | Fecha de lanzamiento     | Película (s) |
| ------------------------------------------------- | ------------ | ------------------------ | --- |
| X-Men Paquete Doble                               | VHS          | 10 de noviembre de 2003  | X-Men, X2 |
| X-Men Collecion                                   | DVD          | 25 de noviembre de 2003  | X-Men, X2 |
| X-Men Trilogía                                    | DVD          | 3 de octubre de 2006     | X-Men, X2, X-Men: The Last Stand |
| La Colección Ultimate Heroes                      | DVD          | 16 de octubre de 2007    | Daredevil, Elektra, Fantastic Four (2005), X-Men |
| Marvel Heroes                                     | DVD          | 13 de mayo de 2008       | Daredevil, Elektra, Fantastic Four (2005), Fantastic 4: Rise of the Silver Surfer, X-Men, X2, X-Men: The Last Stand                                    |
| X-Men Trilogía                                    | Blu-ray      | 29 de abril de 2009      | X-Men, X2, X-Men: The Last Stand |
| X-Men Cuadrilogía                                 | DVD, Blu-ray | 19 de octubre de 2009    | X-Men, X2, X-Men: The Last Stand, X-Men Origins: Wolverine                                                                                             |
| X-Men: The Ultimate Collection                    | DVD, Blu-ray | 31 de octubre de 2011    | X-Men, X2, X-Men: The Last Stand, X-Men Origins: Wolverine, X-Men: First Class                                                                         |
| X-Men and the Wolverine: Colección Adamantium     | DVD, Blu-ray | 3 de diciembre de 2013   | X-Men, X2, X-Men: The Last Stand, X-Men Origins: Wolverine, X-Men: First Class, The Wolverine                                                          |
| X-Men: La Colección Adamantium                    | DVD, Blu-ray | 3 de diciembre de 2013   | X-Men, X2, X-Men: The Last Stand, X-Men Origins: Wolverine, X-Men: First Class, The Wolverine                                                          |
| X-Men: Experience Collection                      | Blu-ray      | 6 de mayo de 2014        | X-Men, X2, X-Men: The Last Stand, X-Men: First Class                                                                                                   |
| Wolverine Double Feature                          | Blu-ray      | 7 de octubre de 2014     | X-Men Origins: Wolverine, The Wolverine |
| X-Men: The Cerebro Collection                     | Blu-ray      | 10 de noviembre de 2014  | X-Men, X2, X-Men: The Last Stand, X-Men Origins: Wolverine, X-Men: First Class, The Wolverine, X-Men: Days of Future Past                              |
| X-Men Trilogía                                    | Blu-ray      | 19 de abril de 2016      | X-Men, X2, X-Men: The Last Stand |
| X-Men: 2-Film Collection                          | Blu-ray      | 19 de abril de 2016      | X-Men: First Class, X-Men: Days of Future Past |
| X-Men: Trilogía de comienzos                      | Blu-ray      | 4 de octubre de 2016     | X-Men: First Class, X-Men: Days of Future Past, X-Men: Apocalypse                                                                                      |
| X-Men Colección                                   | Blu-ray      | 1 de noviembre de 2016   | X-Men, X2, X-Men: The Last Stand, X-Men: First Class, X-Men: Days of Future Past, X-Men: Apocalypse                                                    |
| X-Men Universo: paquete de 9 películas            | Blu-ray      | 1 de noviembre de 2016   | X-Men, X2, X-Men: The Last Stand, X-Men Origins: Wolverine, X-Men: First Class, The Wolverine, X-Men: Days of Future Past, Deadpool, X-Men: Apocalypse |
| Wolverine: 2-Movie Collection                     | Blu-ray      | 10 de enero de 2017      | X-Men Origins: Wolverine, The Wolverine |
| Deadpool 1 & 2: La Colección Completa (por ahora) | Blu-ray      | 21 de agosto de 2018     | Deadpool, Deadpool 2 |
| X-Men: 3-Film Collection                          | Blu-ray      | 25 de septiembre de 2018 | X-Men, X2, X-Men: The Last Stand |

En mayo de 2014 las ventas de DVD y Blu-ray de las primeras seis películas en los Estados Unidos generaron más de $620 millones.